# Wojciech Kuśpik
Wojciech Marek Kuśpik (ur. 28 lutego 1974) – polski przedsiębiorca, inicjator Europejskiego Kongresu Gospodarczego.

## Życiorys
Prezes Grupy PTWP S.A. (Polskie Towarzystwo Wspierania Przedsiębiorczości), którą zarządza od samego początku. 

## Nagrody i wyróżnienia
- 2014 dołączył do grona programu „25/25. Młodzi liderzy na start”, odbywającego się pod patronatem Władysława Kosiniak-Kamysza – Ministra Pracy i Polityki Społecznej[2].
- 2015 Nagroda „Wybitny Przedsiębiorca” Nagrody Europejskiego Klubu Biznesu Polska „za stworzenie innowacyjnych, specjalistycznych i zintegrowanych rozwiązań w obszarze komunikacji biznesowej, mających fundamentalny wpływ na rozwój gospodarczy Polski”[3],
- Krzyż Kawalerski Orderu Odrodzenia Polski (2015) za wybitne osiągnięcia w pracy zawodowej i działalności społecznej[4].